# Gävle konstcentrum

Gävle konstcentrum är en enhet inom Gävle kommun som ansvarar för konst i det offentliga rummet, vilket bland annat innebär projektledning av nya offentliga konstverk i anslutning till kommunala fastigheter samt på allmän plats. Gävle konstcentrum ansvarar även för kommunens konstsamling och handlägger därutöver en rad andra konstfrågor, bland annat stödet till det lokala konstlivet inom Gävle kommun.
Roland Odlander var den första chefen på Gävle konstcentrum som startades 1985. Sedan den 1 december 2016 är Eva Asp enhetschef för Gävle konstcentrum.
Åren 2021-2025 var Jan Stene intendent. 

## Utställningar i urval
- Chris Ware (2010)
- Daughters Of Valhalla, Petr Davydtchenko och Viktor Rosdahl Om ljuset tar oss (2011)
- Marie-Louise Ekman och Hinden – Måleri, grafik, objekt (2013- 2014)
- Roy Andersson – vad roligt att höra att ni mår bra, (filmkonst) (2015)
- Issa Touma – A message from Aleppo (fristadskonstnär 2016)